# Hobby et Koala
Hobby et Koala est une éphémère série humoristique de bande dessinée franco-belge animalière jeunesse créé en 1960 par Yvan Delporte (scénario) et Lambil (dessin), poursuivie par Lambil en 1968 puis avec Serge Gennaux (scénario) à partir de 1970, publiée dans le journal Spirou sous forme de courts récits jusqu'en 1973, éditée en un album par les éditions Le Coffre à BD en 2011.
Cette série est terminée.

## Historique
En 1959, Lambil crée dans Spirou la série Sandy et Hoppy, située en Australie, qui raconte les aventures d'un jeune garçon et de son kangourou nommé Hoppy. Dès l'année suivante, Yvan Delporte, alors rédacteur en chef de l'hebdomadaire, imagine pour Lambil, dans le cadre d'un mini-récit, une sorte de dérivé parodique de l'univers de cette série en imaginant les aventures fantaisistes d'animaux de la forêt australienne, notamment un koala et un kangourou qui aident un scientifique, un kiwi, à mettre au point une fusée pour voyager vers la lune et doivent lutter contre un martin-chasseur géant qui cherche à voler les plans de l'invention. 
Lambil reprend cette idée dix ans plus tard, en confiant le scénario à Serge Gennaux. Pour Lambil, il s'agit de faire un essai de dessin de style humoristique pour s'évader du dessin réaliste de Sandy et Hoppy : « Hobby et Koala n’a rien d’un chef-d’œuvre. Je ne quittais pas l’Australie, et je pastichais mon autre série. C’était sans avenir, mais cela me permettait de me délasser du réalisme. ».
Le style adopté par Lambil se rapproche de celui de la bande dessinée américaine Pogo, et son style caricatural n'empêche pas que son approche des animaux soit détaillée et juste.
Après quelques récits complets, la série est abandonnée en 1973.

## Univers

### Synopsis
La série raconte les aventures burlesques et délirantes des animaux indigènes de la forêt australienne. Les herbivores doivent faire face à leurs prédateurs, le dingo et le diable de Tasmanie, aidés par Kookaburra, un espion qui cherche à monnayer ses informations, qui rêvent de les déguster avec une sauce tartare ou à la menthe, les deux carnivores s'opposant sur la recette la plus adaptée. Les animaux se tiennent debout et sont soit partiellement vêtus, soit pas du tout. Ils évoluent dans un monde semblable à celui des humains et utilisent quelquefois des véhicules, y compris à moteur (même une fusée spatiale), et vivent parfois dans des villes.

### Personnages
- Hobby est un kangourou. Tout d'abord dénommé simplement Kangourou[3], il prend le nom de Hobby[Note 3]à partir de l'épisode À la mer, on n’est pas toujours là pour se "marée"[4]. Il ne porte aucun vêtement. Avec son ami Koala, il passe son temps à pêcher dans un étang ne contenant aucun poisson. Ses talents de boxeur sont utiles en cas de coups durs.
- Koala est un koala. Vêtu d'une chemise rouge et d'un nœud papillon noir, il est plutôt placide et passe son temps à pêcher avec son ami Hobby.
- Kookaburra est un martin-chasseur géant. Espion malchanceux, il tente de vendre ses informations tantôt aux uns et aux autres mais finit toujours pas les délivrer gratuitement sous la menace.
- Jack le Dingo est un chien sauvage. Vêtu d'une veste bleue sur un maillot rayé jaune et noir de bagnard et coiffé d'un chapeau haut-de-forme cabossé, il rêve de déguster un koala accommodé à la sauce tartare.
- Blackie est diable de Tasmanie. Vêtu d'une veste mauve sur un maillot blanc et coiffé d'une casquette à carreaux mauve, il rêve de déguster un koala accommodé à la sauce à la menthe.
- Ornifle est un ornithorynque. Il nage dans l'étang avec un masque de plongée.
- L'émeu. Vêtu d'une veste d'uniforme et portant un sac de courrier en bandoulière, c'est le facteur.
- Casoar Casqué est un casoar à casque. Ancien militaire, il porte une veste d'uniforme militaire sur laquelle sont épinglées ses décorations et un casque.
- Le Professeur Wombat. Le vieux sage de la forêt.
- Le Phalanger volant.
- Lapinet, un lapin.
- Un iguane.
- Panurge, un bélier, chef d'une patrouille de moutons scouts.

## Publication

### Périodiques
La série est publiée dans l'hebdomadaire Spirou, édité par Dupuis, en courts récits complets.
- Kangourou, Koala et Kiwi contre Kookaburra, mini-récit 48 pages, supplément au no 1177 du 3 novembre 1960
- Un koala à la sauce tartare, 6 pages, no 1576 du 27 juin 1968
- Les Conscrits, 6 pages, no 1700 du 12 novembre 1970
- Un ornithorynque sur la banquise, 5 pages, no 1706 du 24 décembre 1970
- Un kookaburra autour de la terre, 5 pages, no 1728 du 27 mai 1971
- À la mer, on n’est pas toujours là pour se "marée", 5 pages, no 1732 du 24 juin 1971
- Australian Love Story, 4 pages, no 1747 du 7 octobre 1971
- Ce n’est pas drôle d’être un kookaburra !, 4 pages, no 1752 du 11 novembre 1971
- Une américaine en Australie, 4 pages, no 1756 du 9 décembre 1971
- Le Bêlement des moutons, le soir au–dessus des eucalyptus…[Note 4], 16 pages + couverture, no 1760 du 6 janvier 1972
- Hobby à la carte, 1 page, no 1782 du 8 juin 1972
- Hobby blasonne, 1 page, no 1827 du 19 avril 1973
- Le Petit Koala rouge, 3 pages, no 1838 du 5 juillet 1973

### Albums
- Édition intégrale, 70 planches, comprend en outre le récit Candy et Hobby (parodie de Sandy et Hoppy par Lambil), Le Coffre à BD, 2011 (DL 02/2011)  (ISBN 978-2-350-07163-3)

### Sources

#### Revues
- Willy Lambil (int.) et Jean Léturgie, « Interview de Lambil », Schtroumpf, no 35,‎ novembre 1979.

#### Internet
- Un blog qui évoque la série
- Le Coin du Patrimoine de BDZoom consacré à Lambil qui mentionne la série
- Le site de l'éditeur